# Phyllachora deviata
Phyllachora deviata är en svampart som beskrevs av Syd. 1925. Phyllachora deviata ingår i släktet Phyllachora och familjen Phyllachoraceae.   Inga underarter finns listade i Catalogue of Life.